# 湖州 (隋朝)
湖州，中国古代的州。
隋朝仁寿二年（602年）置，治所在乌程县（今浙江省湖州市）。因濒太湖得名。大业初年，废。唐朝武德四年（621年），平李子通，以吴郡的乌程县复置湖州。六年，再度被辅公祏所占。七年，平定辅公祏，复置湖州。李子通曾在武康县置安州，又曰武州。于是废州，以武康县属湖州。又废雉州，以长城县属湖州。天宝元年（742年），改为吴兴郡。乾元元年（758年），复为湖州。旧领五县：乌程县、武康县、长城县、安吉县、德清县。辖区约今浙江省湖州、德清、安吉、长兴等市县地，及江苏省苏州市吴江区小部。户一万四千一百三十五，口七万六千四百三十。天宝年间，领五县，户七万三千三百六，口十七万七千六百九十八。唐朝末年，归附钱镠。
南宋宝庆元年（1225年）改为安吉州。
| 唐朝湖州辖县 | 唐朝湖州辖县                                         |
| ------------ | ---------------------------------------------------- |
| 621年        | 乌程县                                               |
| 624年        | 乌程县（武康县、长城县来属）                         |
| 664年        | 乌程县、武康县、长城县（新设安吉县）                 |
| 691年        | 乌程县、武康县、长城县、安吉县（新设武源县）         |
| 711年        | 乌程县、武康县、长城县、安吉县、武源县（改为临溪县） |
| 738年        | 乌程县、武康县、长城县、安吉县、临溪县               |
| 742年        | 乌程县、武康县、长城县、安吉县、临溪县（改为德清县） |
| 758年        | 乌程县、武康县、长城县、安吉县、德清县               |

## 刺史
| 唐朝湖州刺史 - 孟宣文（619年） - 达奚恕（武德年间） - 韦德正（武德年间） - 崔顺（贞观初年） - 韩世恭（631年） - 杜恭（贞观年间） - 独孤延寿（贞观年间） - 李杭（653年） - 封安寿（669年—671年） - 郑崇嗣（唐高宗时） - 敏直（唐高宗时） - 云弘胤（唐高宗时） - 裴光（垂拱年间） - 贺兰爽（武周时） - 徐莹（武周时） - 窦怀恪（武周时） - 崔元誉（武周时） - 武载德（武周时） - 刘守敬（699年） - 陈骞之（701年） - 卫弘敏（706年） - 韦璋（707年） - 武太冲（唐中宗时） - 郑休远（710年） - 赵慎微（711年） - 马建（712年） - 崔瑊（713年） - 张洽（715年） - 马构（开元初年） - 朱崇庆（718年） - 侯莫陈涉（721年） - 蒋挺（725年） - 徐玄之（727年） - 郑繇（729年） - 李祈（734年） - 徐峤之（735年） - 徐恽（735年，未任） - 韦明敭（736年） - 张景遵（739年） - 邓武迁（741年） - 吴兴郡太守 | - 杨慧（758年—759年） - 杜鸿渐（759年—760年） - 崔论（760年） - 孙待封（760年） - 独孤问俗（762年—763年） - 卢幼平（大历初年） - 杜位（769年） - 韦损（大历初年） - 裴清（771年） - 萧定（771年） - 颜真卿（772年—777年） - 樊係（777年） - 第五琦（778年—779年） - 王密（779年） - 王沔（780年） - 袁高（781年—784年） - 陆长源（784年） - 杨顼（784年—786年） - 郑谔（贞元初年） - 崔石（贞元初年） - 庞詧（791年） - 頔（791年—794年） - 刘全白（794年） - 王浦（795年） - 李锜（797年） - 李词（798年—801年） - 田敦（802年） - 颜防（805年） - 姚骃（806年） - 辛秘（806年—808年） - 范传正（809年—811年） - 裴汶（811年—813年） - 薛戎（813年—816年） - 李应（816年—819年） - 窦楚（820年） - 张聿（821年） - 钱徽（821年—823年） - 张仕阶（823年） - 崔玄亮（823年—825年） - 独孤迈（826年） - 韩泰（827年—829年） - 李德修（830年—831年） | - 韦珩（831年） - 庾威（831年—832年） - 崔某（832年—833年） - 敬昕（833年—835年） - 裴充（835年—838年） - 杨汉公（838年—841年） - 张文规（841年—843年） - 李宗闵（843年） - 姚勗（843年） - 李某（会昌年间） - 薛褒（846年） - 令狐绹（847年—848年） - 苏特（848年—850年） - 杜牧（850年—851年） - 郭勤（851年） - 郑颙（853年） - 崔准（857年） - 萧岘（858年） - 郑彦弘（862年） - 崔刍言（862年） - 源重（862年） - 高湜（864年） - 孔彭（咸通年间） - 赵蒙（867年） - 李超（870年） - 裴德符（871年—872年） - 张抟（872年） - 刘植（874年） - 陆肱（乾符初年） - 郑仁规（876年） - 杜孺休（879年） - 王鸾（882年） - 杜孺休（883年） - 孙储（884年—885年） - 李师悦（885年—896年） - 韩守威（889年，未任） - 李彦徽（896年—897年） - 高彦（897年—906年） - 高澧（906年—907年） - 窦季安 - 陆海 |